# Адильгирей Джиляхстанов
Адильгирей Джиляхстанов (Адильгирей Канчокин) (? — 1752) — малокабардинский князь, старший сын князя Джиляхстана (Канчоко) Татарханова.

## Биография
Один из лидеров князей Малой Кабарды, ориентировавшихся во внешней политике на Россию, сыграл большую роль в налаживании дружеских отношений северокавказских народов с Россией, а также между Россией и Грузией.
Обладал большим авторитетом и властью среди горцев Центрального Кавказа. Его владения контролировали Дарьяльский проход с Северного Кавказа в Закавказье.
Его сестра Русудан, урождённая княжна Джиляхстанова, была женой царя Картли Вахтанга VI (1711—1724).
Осетинская духовная комиссия, с 1746 года занимавшаяся миссионерской деятельностью среди горцев Осетии, нашла твёрдую поддержку в лице князя. Русское правительство неоднократно обращалось к нему с просьбами об оказании различных услуг и всегда находило понимание со стороны этого кабардинского князя. Архимандрит Пахомий в своём донесении сообщал, что «… владелец Альдигирей нас принял с почтением… а по трех днях поехал с нами и провёл нас даже в своё Татартупское владение… и 15 мая повел нас оный князь Альдигерей к Осетии».
Военные отряды князя Адильгирея Джиляхстанова неоднократно оказывали военную помощь грузинам против мусульманских правителей Закавказья. Так было в 1750, 1751 и 1752 годах. В 1752 году полуторатысячный отряд из Малой Кабарды, направленный в Грузию, возглавили Казий Талостанов и младший брат Адильгирея — Кургоко Джиляхстанов.
Российский канцлер А. П. Бестужев-Рюмин считал, что в развитии русско-осетинских отношений важное значение будет играть дальнейшее покровительство осетинам со стороны кабардинских князей. 29 января 1752 года он обратился с посланием к известному князю Малой Кабарды Адильгирею Гиляксанову. В нём говорилось: «…оные осетины по ближнему их с вами соседству через ваше владение в Кизляр для торгов и прочих своих нужд ездить имеют… Я вам рекомендую и впредь с оными жить в дружбе и в добром согласии, и в случае их проезда давать им до городка Червленного проводников…».